# O Templo Satânico
O Templo Satânico (em inglês:  The Satanic Temple) é um grupo religioso não-teísta e ativista político com sede em Salem, Massachusetts. O grupo usa o imaginário satânico para promover o igualitarismo, a justiça social e a separação entre igreja e estado. Sua missão é "encorajar a benevolência e a empatia entre todas as pessoas". O grupo foi co-criado por Lucien Greaves, porta-voz da organização, e Malcolm Jarry. O Templo Satânico utiliza sátira, teatro, humor e ações legais em suas campanhas públicas para "gerar atenção e fazer as pessoas reavaliarem medos e percepções", e "destacar a hipocrisia religiosa e a usurpação da liberdade religiosa".
A organização participa ativamente dos assuntos públicos nos Estados Unidos, com ações políticas públicas e esforços de lobby, com foco na separação entre igreja e estado, e usando sátira contra o privilégio das religiões cristãs que, segundo o grupo, interfere na liberdade religiosa pessoal. Considera o casamento um sacramento religioso que deve ser garantido sob a proteção da Primeira Emenda à Constituição americana, prevalecendo sobre leis estaduais que restringem esse direito. Como o grupo considera a inviolabilidade do corpo uma doutrina fundamental, também vê todas as restrições ao aborto como uma violação dos direitos dos satanistas de praticar sua religião. O Templo Satânico não acredita em um Satanás sobrenatural, mas o utiliza como uma metáfora para promover o ceticismo pragmático, a reciprocidade, a autonomia pessoal e a curiosidade. Satanás é assim um símbolo que representa "o eterno rebelde" contra as autoridades arbitrárias e as normas sociais.